# Луций Валерий Поцит (трибун)
Вижте пояснителната страница за други личности с името Луций Валерий Поцит.
Луций Валерий Поцит Попликола (на латински: Lucius Valerius Potitus Poplicola) e политик на Римска република от фамилията Валерии, клон Поцит.
През 414 пр.н.е., 406 пр.н.е., 403 пр.н.е., 401 пр.н.е. и 398 пр.н.е. той е военен трибун с консулска власт.
През 393 пр.н.е. и 392 пр.н.е. той е консул. През 390 пр.н.е. той е началник на конницата при диктатор Марк Фурий Камил.